# Menzelinsk
Menzelinsk, (in russo Мензелинск?, in tataro Minzələ, Минзәлә, nota anche come Minzala o Minzele) è una città della Russia che si trova nella Repubblica autonoma del Tatarstan. Fondata sulle rive del Menzelja nel 1584–1586, ottenne lo status di città nel 1781 ed è capoluogo del Menzelinskij rajon, servita dall'aeroporto di Menzelinsk
.
La cittadina, che si trova a 292 chilometri ad est di Kazan', ha una composizione etnica composta da un 49,3% di russi e un 46,8% tatari.